# Louise-Élisabeth de Joybert de Soulanges et de Marson
Pour les articles homonymes, voir Joybert, Soulanges et Marson (homonymie).
Ne doit pas être confondu avec Marquise de Vaudreuil.
Louise-Élisabeth de Joybert de Soulanges et de Marson, née le 18 septembre 1673 à Jemseg (Acadie, Nouvelle-France) et décédée en janvier 1740 à Paris (Île-de-France, France), est marquise de Vaudreuil au Canada (Nouvelle-France) et sous-gouvernante des enfants du duc de Berry. Femme intelligente et ambitieuse, elle veille, depuis la France, aux intérêts de sa famille dont les membres occupent parmi les plus hauts postes d’administrateurs en Nouvelle-France.

## Biographie

### Famille
Louise-Élisabeth de Joybert de Soulanges et de Marsan est la fille aînée de Pierre de Joybert de Soulanges et de Marson, seigneur en Acadie et gouverneur de l’Acadie, et de Marie-Françoise Chartier de Lotbinière, fille de Louis-Théandre Chartier de Lotbinière, procureur général du Canada et lieutenant général de la Prévôté de Québec. La famille Chartier de Lotbinière est l’une des plus prospères et influentes de Nouvelle-France. Elle est la sœur de Pierre-Jacques de Joybert de Soulanges et de Marson, né en 1677. Son père meurt en 1678. Sa mère, laissée sans ressources par son mari mais à qui le gouvernement accorde une pension de 300 livres, s’installe alors à Québec avec ses deux jeunes enfants.
Louise-Élisabeth de Joybert de Soulanges et de Marson étudie au couvent des Ursulines de Québec. En 1690, âgée de 17 ans, elle épouse Philippe de Rigaud de Vaudreuil. Celui-ci, âgé de 47 ans, est alors commandant des troupes canadiennes. Ils ont 11 enfants, dont Louis-Philippe de Rigaud de Vaudreuil, né en 1691, Pierre de Rigaud de Vaudreuil, né en 1698, et François-Pierre de Rigaud de Vaudreuil, né en 1701. Philippe de Rigaud de Vaudreuil se fait concéder la seigneurie de Vaudreuil en même temps que le frère de Louise-Élisabeth, Pierre-Jacques de Joybert de Soulanges et de Marson, obtient la seigneurie de Soulanges, seigneuries contiguës en amont de Montréal, dans la presqu’île actuelle de Vaudreuil-Soulanges.
Philippe de Rigaud de Vaudreuil est nommé gouverneur de la Nouvelle-France en 1703, malgré l’hésitation des autorités en raison des nombreuses relations de la famille Chartier de Lotbinière au Canada. Pierre-Jacques de Joybert meurt la même année. Quelques années plus tard, les relations de Rigaud de Vaudreuil avec les intendants Jacques et Antoine-Denis Raudot se détériorent. Or, alors que la Guerre de Succession d’Espagne entre dans une phase critique, la Nouvelle-France requiert davantage de troupes et d’équipements. Par ailleurs, des poursuites sont intentées contre Rigaud de Vaudreuil relativement à ses domaines dans le Languedoc en France. De plus, les Rigaud de Vaudreuil veulent lancer les carrières de leurs fils. Il faut donc une personne à la cour de Versailles pour expliquer la politique du gouverneur en Nouvelle-France et pour veiller aux intérêts de la famille.

### À Versailles
Louise-Élisabeth de Joybert de Vaudreuil, nom qu’elle signe après son mariage, s’embarque donc pour la France en 1709, malgré les dangers en temps de guerre. À Versailles, elle gagne rapidement l’amitié de Jérôme Phélypeaux de Pontchartrain, secrétaire d'État de la Marine et responsable des colonies. En 1712, elle devient sous-gouvernante des enfants du duc de Berry, troisième fils du Grand Dauphin. Son mari devient commandeur de l’ordre de Saint-Louis. Jouissant d’une certaine influence, elle recommande la nomination et la promotion de différentes personnes en Nouvelle-France, formant ainsi du groupe de protégés autour de son mari. Ayant accès au contenu des plaintes envers l’administration de Rigaud de Vaudreuil en Nouvelle-France, elle identifie les ennemis de son mari et en déjoue les complots et intrigues. Son influence sur la gestion des affaires de la Nouvelle-France est telle que Denis Riverin en dira « ce n’est plus qu’une femme qui règne tant présente qu’absente. »

### Retour en Nouvelle-France
La marquise de Vaudreuil revient s’installer en Nouvelle-France en 1721 après avoir passé 12 ans en France. Elle retourne brièvement en France pour s’assurer que la venue du nouveau ministre Jean Frédéric Phélypeaux de Maurepas remplaçant le Conseil de la Marine pour administrer les colonies ne préjudice pas la situation de sa famille. Elle est de retour en Nouvelle-France en 1724. Philippe de Rigaud de Vaudreuil meurt en 1725.

### Retraite en France
Juste après la mort de son mari, Louise-Élisabeth de Joybert de Vaudreuil s’établit, à l’automne 1725, définitivement à Paris où vivent déjà sa mère, Marie-Françoise Chartier de Lotbinière, de même que certains de ses fils. Elle continue d’œuvrer au succès des carrières de ses fils. Bien que Rigaud ne lui ait laissé pour ainsi dire pas d’héritage, elle dispose d’une rente annuelle de 3 000 # versée par le gouvernement, ainsi que des revenus de ses propriétés de Montréal et du Languedoc. Elle vit donc assez confortablement, avec deux de ses filles demeurées célibataires, jusqu’à sa mort, alors âgée de 67 ans, au terme d’une courte maladie en 1740.

## Postérité
La famille Rigaud occupe une place importante dans l’histoire de la Nouvelle-France, étant la seule dont deux membres sont gouverneurs de Nouvelle-France, la plus haute charge de la colonie, de plus à des moments troubles. Le fils aîné de Philippe de Rigaud de Vaudreuil et de Louise-Élisabeth de Joybert de Vaudreuil, Louis-Philippe (1691-1763) est officier de marine français. Le fils Jean (1695-1740) est mousquetaire Le fils Pierre (1698-1778) devient, en 1755, le premier et unique Canadien à occuper le poste de gouverneur général de Nouvelle-France, après avoir été gouverneur des Trois-Rivières (1733-1742) et gouverneur de Louisiane (1742-1753). Le fils François-Pierre (1703-1779) devient gouverneur des Trois-Rivières (1749-1754) puis gouverneur de Montréal (1757-1760). Ces deux derniers héritent de la seigneurie de Vaudreuil à la mort de leur père en 1725 puis se font concéder en 1732 la seigneurie de Rigaud. Le fils Joseph Hyacinhte est capitaine des vaisseaux du Roi et gouverneur de l'ouest et du sud de Saint-Domingue (1749) et gouverneur commandant des Isles sous le Vent (1753 à 1757)